# 东方妓女
《东方妓女》是一款已經取消開發計畫的动作冒险类沙盒游戏，開發小組是Team Bondi，原預計由华纳兄弟互动娱乐公司发布，在2012年時宣布该游戏暂定于2015年发布。但在2016年確認該計畫已取消。

## 背景
1936年，在西方列强手中腐败的城市上海，存在聚众犯罪和政治上的问题。中国国民党无情地打压劳工运动以抑制共产主义，而国际警察部队试图维护治安。

## 发展
2011年，《黑色洛城》发布后，Team Bondi寻找合作伙伴，而Team Bondi所追求的伙伴像以前与Rockstar Games的关系的合作伙伴。据报道，因为被指存在工作上的不道德，没有工作室有兴趣与Team Bondi形成合作伙伴关系。2011年8月，肯尼迪·米勒·米切尔买下了Team Bondi，并继续发展该游戏。该游戏项目已从澳大利亚贸易和投资委员会与Screen NSW获得20万美元的资金。2013年4月，据报道，一些游戏开发人员被解雇，但该游戏继续发展。
该游戏想制作成类似黑色洛城的游戏，facial MotionScan技术也被重新使用。2013年8月，该游戏早期未完成的游戏画面被泄露，该画面描绘了战斗风格的动作。2013年9月，莫纳什议员Jieh-Yung Lo批评该游戏，他认为“Orient”这个词羞辱中国文化，这个词就像“外形像N字的非裔美国人社区”。
2016年6月，在與遊戲製作者Derek Proud的訪談中揭露遊戲製作已經取消，Team Bondai為了專案存續奮戰到最後一刻，但最後仍舊失敗，團隊解散，遊戲也永遠不會發售。